# Courtney Rumbolt
Courtney Rumbolt, né le 26 juillet 1969 à Londres, est un bobeur britannique.

## Carrière
Courtney Rumbolt est d'abord sprinter. Il est médaillé de bronze dans l'épreuve du 4 × 100 mètres aux championnats du monde juniors d'athlétisme 1988. Quand il ne se qualifie pas pour les Jeux olympiques d'été de 1992, il commence le bobsleigh. Rumbolt remporte la médaille de bronze en bob à quatre avec Sean Olsson, Dean Ward et Paul Attwood aux Jeux olympiques de 1998 organisés à Nagano au Japon, à égalité avec le bob français.

## Palmarès

### Jeux Olympiques
- : médaillé de bronze en bob à quatre aux Jeux olympiques d'hiver de 1998.